# Качанов Костянтин Силович
Качанов Костянтин Силович (4 лютого 1904, Варшава — 14 грудня 2003, Львів) — український живописець.

## Біографія
У 1924–1928 вчився в Харківському художньому інституті у О. Кокеля та Л. Северина.
Працює в галузі станкового живопису, станкової і книжкової графіки.

## Творчість
Роботи:
- живописні
  - «Зимовий пейзаж»(1945) ,
  - «Тихий вечір» (1947),
  - «Командири» (1947),
  - «Червоноармійці» (1969),
  - «Молода сім'я» (1970);
- графічні:
  - «Львів. Площа Ринок» (1958),
  - «Трубовози в Карпатах» (1963).